# Robert Ségaux
Robert Ségaux (né le 23 mai 1914 à Montreuil dans la Seine et mort le 14 octobre 1983 à Colmar), est un joueur français de football qui évoluait au poste de milieu de terrain.

## Biographie
Il commence sa carrière avec le club du Red Star Olympique, puis rejoint le RC Roubaix en 1936.
Rapide ailier gauche, Ségaux finit par rejoindre le club des Girondins de Bordeaux en octobre 1937, avec qui il reste deux saisons.
En 1939, il part pour l'Alsace et rejoint le SR Colmar.